# USS Charles F. Adams
USS Charles F. Adams je ime več plovil Vojne mornarice ZDA:
- USS Charles F. Adams (DD-952)
- USS Charles F. Adams (DDG-2)